# Luc Sonor
Luc Sonor (Basse-Terre, 15 settembre 1962) è un ex calciatore francese, di ruolo difensore.

## Carriera

### Club
Durante la sua carriera ha giocato per Metz, Monaco, Saint-Denis, Ayr United, Colmar e Corbeil-Essonnes.
Ha vinto 2 Coppe di Francia (nel 1984 con il Metz e nel 1991 con il Monaco) e 1 campionato francese (nel 1988 con la maglia del Monaco).

### Nazionale
Debutta il 14 ottobre del 1987 contro la Norvegia (1-1).

## Palmarès

### Club

#### Competizioni nazionali
- Ligue 1: 1

Monaco: 1987-1988
- Coupe de France: 2

Metz: 1983-1984
Monaco: 1990-1991